# Període Edo
El període Edo (江戸時代 Edo jidai) o període Tokugawa (徳川時代 Tokugawa jidai) és una divisió de la història del Japó, que s'estén de 1603 a 1867. El període delimita el govern del shogunat Tokugawa o Edo, que a més a més fou establert oficialment el 1603 pel primer shogun d'Edo (antic nom de Tòquio), Ieyasu Tokugawa.
Durant aquest període es va restringir la influència externa al Japó, tant en política com en la religió i l'economia, política coneguda com a Sakoku (鎖国, literalment "país tancat/encadenat", és a dir "període d'aïllament nacional"). Solament els xinesos i els holandesos van poder visitar l'arxipèlag durant aquest període, mentre que els homes blancs que no van ser acceptats al Japó van ser condemnats a mort. El període Edo va finalitzar el 1867 amb la restauració del govern imperial per part del quinzè i últim shogun Yoshinobu Tokugawa. El període Edo també es coneix per ser el principi de l'era moderna al Japó.

## De l'obertura a l'aïllament
Tal com ho va fer Toyotomi Hideyoshi, Tokugawa Ieyasu va encoratjar el comerç amb l'exterior, però mantenia recel davant els estrangers. Volia fer d'Edo un port més gran, però una vegada que es va adonar que els europeus afavorien a diferents ports a Kyūshū i després de conèixer la negativa de la Xina als seus plans d'intercanvi comercial, va començar a controlar el comerç ja existent i només va permetre que en alguns ports es comerciés, amb productes específics.
El començament del període Edo va coincidir amb les últimes dècades del període del comerç Nanban, durant el qual es va intensificar la interacció amb les potències europees en els àmbits econòmics i religiosos. És el començament del període Edo quan el Japó va començar a construir vaixells transatlàntics de tipus occidental amb l'ajuda del navegant William Adams, com el vaixell de guerra japonès "San Juan Bautista", un vaixell de cinc-centes tones que va transportar l'ambaixada japonesa encapçalada per Hasekura Tsunenaga al continent americà i Europa. Durant aquest període també es van comissionar tres-cents cinquanta shuinsen (vaixells amb el segell real), que comptaven amb tres pals i estaven armats perquè comerciessin a Àsia.

### Persecució del cristianisme
Francesc Xavier, deixeble d'Ignasi de Loiola, fundador de la Companyia de Jesús, va arribar al Japó el 1549 per predicar el catolicisme. El "problema cristià" va significar controlar tant als dàimios conversos a Kyūshū com el comerç amb els europeus. A la dècada de 1600, hi havia entre set-cents i 750.000 cristians al Japó. Els Tokugawa i els seus partidaris consideraven que la nova religió era un factor desestabilitzador que podia arribar a amenaçar el seu poder, especialment en lliga amb les restes dels seguidors dels Toyotomi, a manera de l'aïllacionisme confucionista.
El 1612 als servents del shōgun i als residents de les terres de Tokugawa se'ls va ordenar que reneguessin del cristianisme. En els feus Tokugawa es van derruir els temples cristians i se'n va prohibir la predicació. Més restriccions es van publicar a partir de l'any següent, entre elles limitació de comerç amb estrangers a Nagasaki i a Hirado. El 1622 es van executar cent vint missioners i conversos. El 1624 es va expulsar els espanyols i es van trencar les relacions diplomàtiques entre el Japó i Espanya. El 1629 es van ajusticiar centenars de cristians. Es va obligar la població a registrar-se en els temples budistes, que es van transformar en oficines de registre oficials. Davant la impossibilitat de perseguir el cristianisme i mantenir el comerç exterior, el Govern va optar per sacrificar aquest en temps del tercer shogun. Mitjançant una sèrie de decrets emesos entre 1633 i 1639, el país es va aïllar de la influencia de l'exterior. Finalment, el 1635 es va prohibir que qualsevol japonès viatgés a l'estranger i es va disposar que, si arribaven a sortir de país, mai no hi podrien tornar. Els que s'havien assentat a l'exterior tenien prohibida la tornada al país. Els portuguesos i mestissos van ser així mateix expulsats de l'imperi.
El shogunat va percebre el catolicisme com un factor extremadament desestabilitzador, per la qual cosa va ser perseguit. La rebel·lió Shimabara de 1637-1638, en què samurais catòlics i camperols es van rebel·lar en contra dels seus governs feudals i del govern central, va ser reprimida, i va obligar els Kakure Kirishitan a professar la seva fe secretament. Poc temps després, els portuguesos van ser també expulsats i membres de la missió diplomàtica van ser executats.
Per 1650 el cristianisme havia estat erradicat gairebé íntegrament i la influència estrangera en afers polítics, econòmics i religiosos dins del Japó es va tornar limitada. Tan sols als xinesos, als holandesos de la Companyia neerlandesa de les Índies Orientals i, per un breu període, als anglesos se'ls va permetre visitar el Japó durant aquest període, només amb fins comercials i amb accés restringit només a port de Dejima a Nagasaki. Altres europeus que arribaven a costes japoneses eren executats sense judici previ.

## Societat
Després d'un llarg període de conflictes interns, el primer objectiu del shogunat Tokugawa acabat d'establir era pacificar el país. Va crear un equilibri en el poder que va romandre relativament estable pels següents 250 anys, influenciat pels principis del confucianisme d'ordre social. La majoria dels samurai van perdre la possessió directa de les terres i se'ls van plantejar dues opcions: deixar les armes i convertir-se en camperols o traslladar-se a la ciutat principal del seu feu i convertir-se en servents a sou del dàimio. Només alguns pocs samurai van romandre a les províncies exteriors de nord o com a vassalls directes del shōgun, coneguts com els 5.000 hatamoto. Es va establir a més el sistema sankin kōtai en què s'estipulava que les famílies dels dàimos havien de residir a Edo, a més que els dàimios havien de romandre a Edo un any i l'any següent a la seva província.
La població va ser dividida en quatre classes en un sistema conegut com a mibunsei (身分 制?): En el primer nivell hi havia els samurai (al voltant del 5% de la població), en el segon nivell hi havia els pagesos (més del 80% de la població), al tercer els artesans i a la fi havia els comerciants. Només els pagesos vivien en les àrees rurals. Els samurai, artesans i els comerciants vivien a les ciutats que es van construir al voltant dels castells dels dàimio, i cadascun dels grups amb una zona específica per a ocupar dins de la ciutat. Aquest sistema impedia el casament de persones de diferent classe.
Fora d'aquestes quatre classes socials estaven els anomenats eta i els hinin, professions que trencaven els esquemes del budisme. Els eta eren carnissers, assaonadors i enterramorts. Els hinin servien com guàrdies o botxins. Altres grups exclosos de les classes socials incloïen els captaires i les prostitutes.
Els individus no tenien cap dret legal al Japó. La família era l'entitat legal més petita contemplada, de manera que mantenir l'estatus i privilegis de la família tenia una gran importància a tots els nivells de la societat. Per exemple, les lleis penals del període Edo prescrivien el "treball no lliure" (esclavitud) a la família immediata dels criminals executats a l'article 17 del Gotōke Reijo, però mai no es va establir la seva pràctica. El Gotōke Reijo de 1711 va ser la compilació d'estatuts proclamats entre 1597 i 1696.
L'afluència obligatòria dels senyors feudals a Edo, un llogaret insignificant a principis de segle xvii, l'assentament de mercaders, artesans i el trasllat a ella de temples budistes i sintoistes va determinar un veloç creixement de la població. A mitjan aquest segle, la població rondava ja els quatre-cents trenta mil habitants, la meitat d'ells militars. A mitjan segle següent, la ciutat va arribar ja al milió d'habitants, un terç d'ells militars. La importància comercial d'Osaka va fer que també creixés notablement: dels 200.000 el 1660 va passar als 380.000 el 1736 i després als 420.000 al 1765.
A mitjan segle xvii, Edo mantenia una població de més d'un milió d'habitants, mentre que Osaka i Kyoto tenien més de 400.000. Algunes altres ciutats castell van tenir un creixement important. Japó va tenir una taxa de creixement de pràcticament zero entre les dècades de 1720 i 1820, la qual cosa és generalment atribuït a una baixa taxa de natalitat com a conseqüència de la fam, però alguns historiadors han presentat diverses teories com l'alt percentatge d'infanticidis per controlar artificialment el creixement poblacional.

### Fonts dels ingressos senyorials

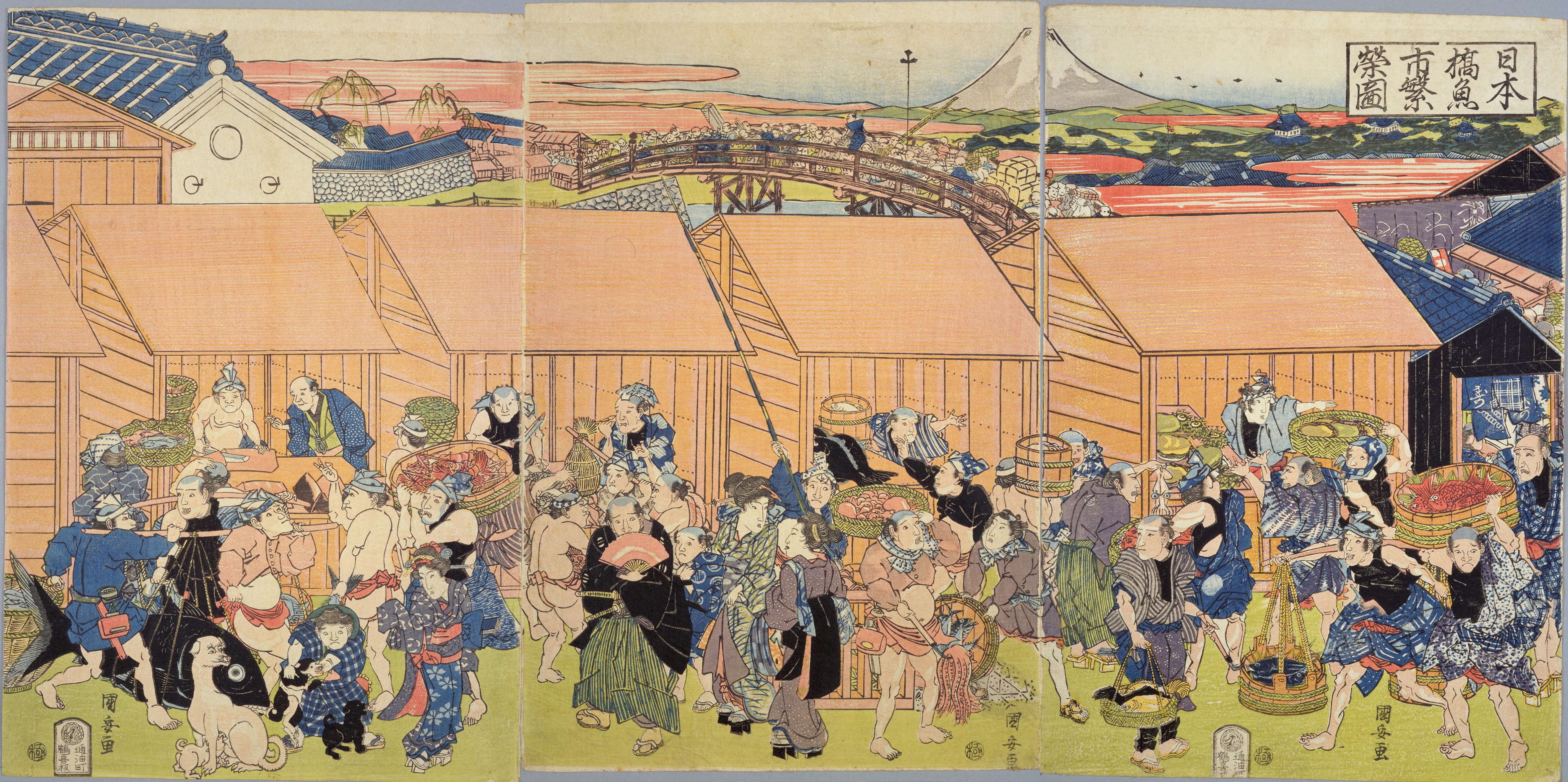
Prosperitat del mercat de peix de Nihonbashi (període Edo) per Utagawa Kuniyasu.

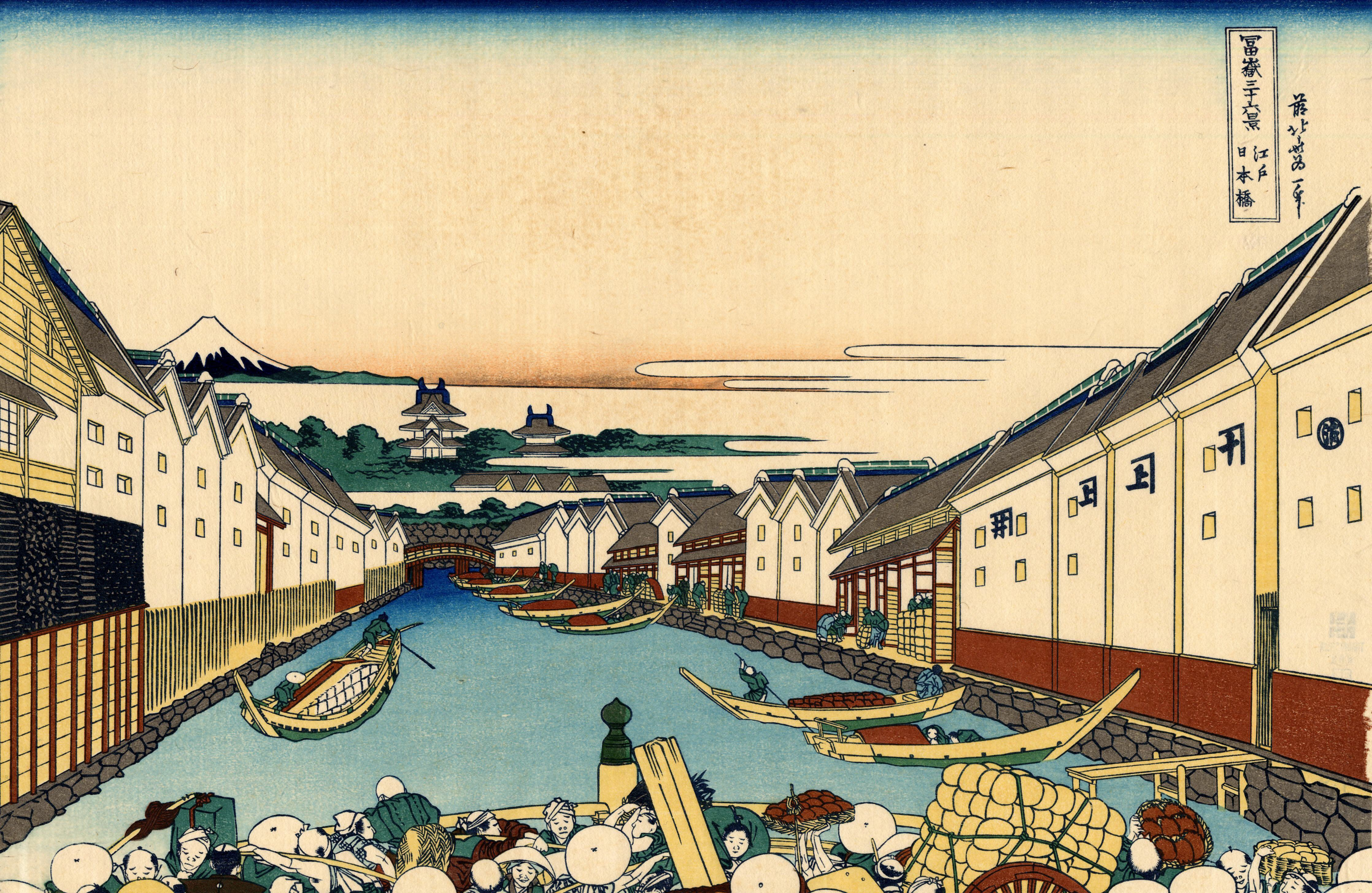
Corredor d'arròs en 1820 Japó. Trenta-sis vistes del Mont Fuji, de Hokusai.

### Comerç, població i vida urbana

Principals rutes comercials marítimes japoneses en el segle.

## Economia